# Henryk Kasperczak
Henryk Wojciech Kasperczak, poljski nogometaš, * 10. julij 1946, Zabrze, Poljska.
Sodeloval je na nogometnemu delu poletnih olimpijskih iger leta 1976.